# BinHex
 BinHex  és el nom d'un  alfabet de caràcters  que prové del nom donat a l'algorisme de conversió de  Binari a Hexadecimal , (en anglès  Binary to Hexadecimal conversion) i que consta d'un subconjunt de caràcters ASCII de 7-bits.

## Algorisme BinHex
El BinHex és un algorisme de  codificació que transforma codi binari en text, serveix, doncs, per a convertir fitxers binaris en fitxers amb caràcters ASCII de 7-bits. Aquests caràcters ASCII són bons candidats per a ser enviats per correu electrònic a un altre equip, el fitxer un cop rebut, es torna a convertir en el fitxer binari original.
Aquesta codificació és particularment popular entre els usuaris de l'ordinador Macintosh. L'agorisme BinHex no aplica cap mena de compressió, motiu per al qual un fitxer codificat amb aquest mètode pot ser molt més grans que l'original, de manera que la codificació BinHex és en general, sotmesa a una compressió addicional mitjançant una utilitat externa com ara Stuffit que és equipament de sèrie en els l'ordinadors Macintosh.